# Осташевська Галина Трохимівна
Галина Трохимівна Осташевська (30 грудня 1926 — 27 січня 2013) — українська актриса, заслужена артистка України.

## Творчість
На театральній сцені з 1942. Восени 1944 вперше вийшла на сцену Одеського театру юного глядача. Згодом стала драматичною актрисою.
Колектив театру замінив їй батьків, які загинули на початку війни. Тут зустріла свого майбутнього чоловіка — актора Генріха Осташевського
Багато років її амплуа було травесті — була маленькою, худенькою, тому грала дітей, підлітків — дівчаток і хлопчиків. За рік ставили по 4-5 вистав. Зіграла багато цікавих ролей у комедіях Олександра Островського. Наприклад, Любов Гордіївну з п'єси «Бедность — не порок», Липочку з п'єси «Свои люди — сочтемся». У п'єсі Тараса Шевченка «Назар Стодоля» грала Галю. У дитячих виставах була і Червоною Шапочкою, і Попелюшкою. За її акторську кар'єру в театрі тричі різні режисери ставили гоголівське «Весілля» рос. «Женитьбу». Починала з Дуняші, потім одержала роль Агафії, потім Фекли Іванівни.
Грала у спектаклях «Філумена Мартурано», «Щастя моє», «Золотий ключик», «Дорога Памела».

## Відзнаки
- Заслужена артистка України
- За роль Палажки у «Кайдашевій сім'ї» удостоєна Всеукраїнської професійної премії імені І.Нечуя-Левицького.
- Медалі «За трудову доблесть», «За трудову відзнаку», «Ветеран праці», «За заслуги перед містом», почесні відзнаки Одеської облдержадміністрації, Одеської обласної ради та Одеського міського голови.